# Karlo Kajin
Karlo Kajin (* 28. Oktober 1999 in Pula) ist ein kroatischer Tennisspieler.

## Karriere
Kajin spielte so gut wie gar nicht auf der ITF Junior Tour. Er begann 2019 ein Studium an der University of Louisiana  in Lafayette im Fach Volkswirtschaftslehre, wo er auch College Tennis spielte. Für sein letztes Studienjahr wechselte er an die University of Arkansas, an der er 2024 den Bachelorabschluss machte.
Bei den Profis spielte Kajin 2024 erstmals mehrere Turniere. Auf der niedrigsten Turnierebene, der ITF Future Tour, erreichte er ein Endspiel und platzierte sich damit in der Weltrangliste. Der einzige Auftritt außerhalb dieser Turnierebene erfolgte dank einer Wildcard in seinem Heimatland auf der ATP Tour. Mit seinem Landsmann Deni Žmak schied er in Umag in der ersten Runde gegen Jonathan Eysseric und Orlando Luz aus. Im Einzel ist er bislang noch ohne Platzierung.